# Bulolispa bimaculata
Bulolispa bimaculata là một loài bọ cánh cứng trong họ Chrysomelidae. Loài này được Gressitt miêu tả khoa học năm 1990.